# Karolinowo (Załuski)
Pour les articles homonymes, voir Karolinowo.
Karolinowo (prononciation : [karɔliˈnɔvɔ]) est un village polonais de la gmina de Załuski dans le powiat de Płońsk de la voïvodie de Mazovie dans le centre-est de la Pologne.
Il se situe à environ 5 kilomètres au nord de Załuski (siège de la gmina), 15 kilomètres au sud-est de Płońsk (siège du powiat) et à 49 kilomètres au nord-ouest de Varsovie (capitale de la Pologne).
Le village compte approximativement une population de 160 habitants en 2008.

## Histoire
De 1975 à 1998, le village appartenait administrativement à la voïvodie de Ciechanów.